# Horslips

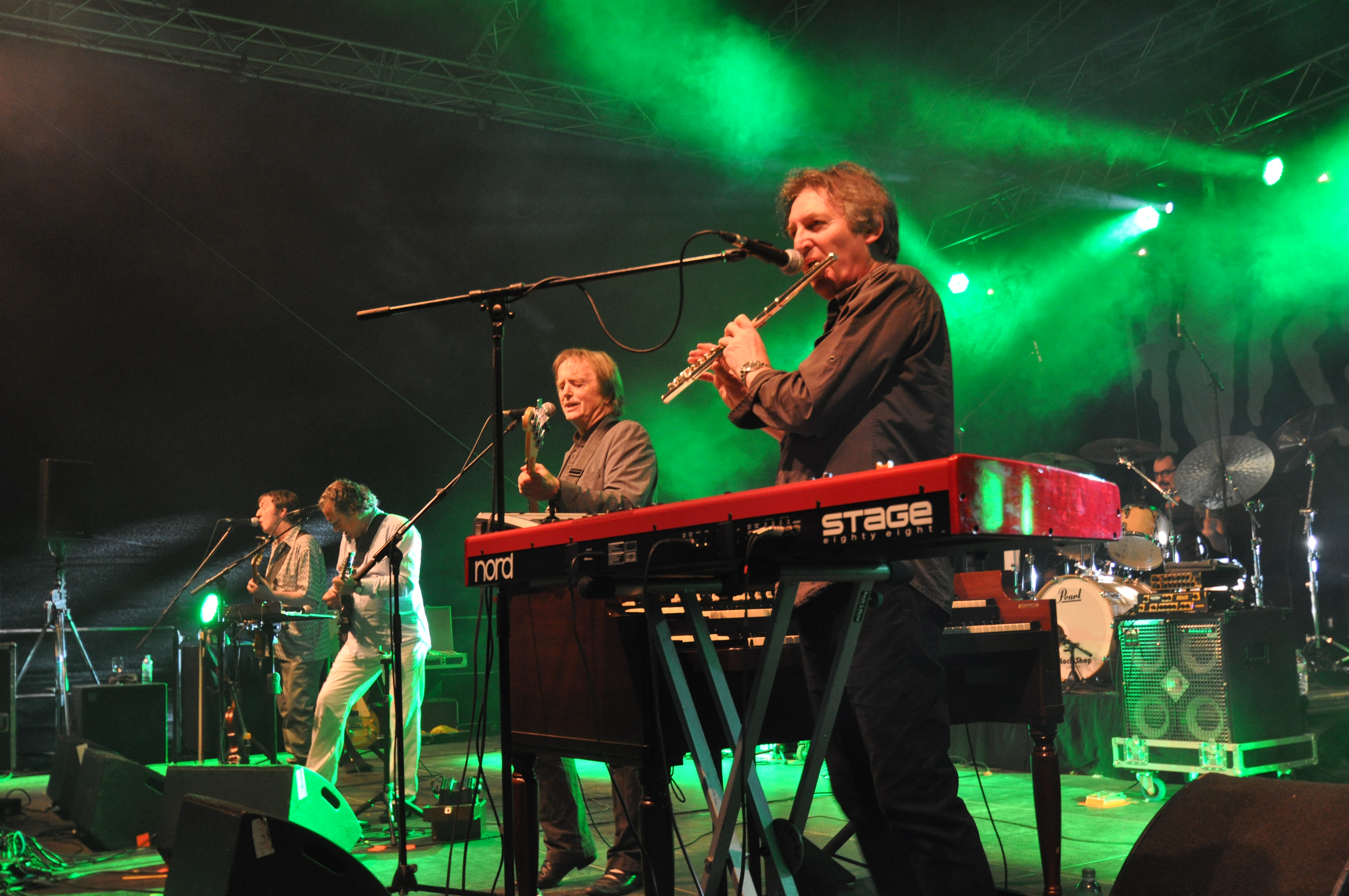
Horslips in 2014

Horslips is een Ierse rockband die in de jaren 70 vooral in eigen land erg succesvol was. Horslips was de eerste Ierse band die, in navolging van Britse bands als Fairport Convention en Jethro Tull, invloeden van de keltische folkmuziek verwerkte in rockmuziek. In 1980 ging de groep uit elkaar. Na in 1999 weer te zijn herenigd voor een rechtszaak trad de band in 2004 voor het eerst weer samen op. De leden van de band zijn Jim Lockheart (zang, fluit en toetsen), Eamon Carr (drums en zang), Charles O'Connor (zang, viool en mandoline), Barry Devlin (bas en zang) en John Fean (gitaar en zang).

## Geschiedenis
De band ontstond op het reclamebureau in Dublin waar Devlin, Carr en O'Connor werkten. Toen hun werkgever tevergeefs een rockband zocht voor een bierreclame stelden zij zich beschikbaar. Uitgebreid met Lockhart en de latere U2 manager Paul McGuinness werd de reclame gemaakt. Hierna werd besloten om als echte band verder te gaan. Als gitarist werd Declan Sinnot aangetrokken. Als groepsnaam werd Horslips gekozen, afgeleid van The Four Horsemen of the Apocalypse. In 1972 verscheen de eerste single, Johnny's Wedding, die meteen een grote hit werd in Ierland, op het eigen Oats-label. Kort hierna vertrok Sinnot. Hij werd korte tijd vervangen door Gus Guest, maar al gauw voegde gitarist John Fean zich bij de groep. Nog datzelfde jaar verscheen het debuutalbum Happy To Meet, Sorry To Part, het best verkopende album in Ierland sinds acht jaar. Op dit album had de band een nog vrij traditioneel folkgeluid en waren de meeste nummers gebaseerd op oude folknummers. In 1973 verscheen het tweede album The Táin, een muzikale bewerking van het oud-Ierse verhaal Táin Bó Cúailnge. Dit album bevat rockmuziek met een sterke folkinvloed. Met The Táin wist Horslips ook succes in het buitenland te boeken. De single Dearg Doom bereikte nummer 1 in de Duitse hitparade.
De ingezette muzikale koers wordt voortgezet op de albums Dancehall Sweethearts (1974) en The Unfortunate Cup of Tea (1975). Eveneens uit 1975 dateert Drive the Cold Winter Away, het meest traditionele album dat de groep zou uitbrengen, met onder andere een aantal oude, in Iers-Gaelisch gezongen kerstliederen. In 1976 verscheen The Book of Invasions: A Celtic Symphony, wederom een bewerking van een oude legende. De muziek op dit album heeft grote raakvlakken met de symfonische rock en slaat ook aan in de Verenigde Staten. Op de albums Aliens (1977) en The Man who built America (1978)  stond de Ierse emigratie naar Amerika centraal. Op dit laatste album had de band haar folkgeluid bijna geheel verloren. Het album Short Stories, Tall Tales (1979) zou het laatste studiowerk van de band worden; het laat een band horen die het duidelijk niet langer eens is over de te volgen koers. In 1980 ging de groep, na een aantal uiterst succesvolle optredens in Belfast, uit elkaar.  Fean en Carr speelden daarna nog enige tijd samen in de band Zen Alligators en, met O'Connor, vanaf 1983 in Host.
In 1999 spanden de voormalige leden van Horslips met succes een rechtszaak aan om de auteursrechten op hun nummers terug te krijgen, nadat Outlet Records in de jaren 90 kwalitatief slechte cd-versies van hun albums op de markt had gebracht. Na dit succes werden alle albums nogmaals uitgebracht en leek er zelfs sprake te zijn van een heuse reünie. Pas in 2004 trad de band weer eenmalig op ter gelegenheid van een expositie van Horslips-memorabilia in de Noord-Ierse stad Derry. Dat jaar verscheen ook weer een nieuwe cd, het akoestische Roll Back, met daarop vooral nieuwe versies van oude nummers. In 2005 verscheen de dvd Return of the Dancehall Sweethearts, met oude concertfragmenten en een documentaire over de band. Begin december 2009 gaf de band, minus drummer Carr die werd vervangen door Ray Fean, twee uitverkochte concerten in respectievelijk Belfast en Dublin.

## Discografie
- Happy To Meet, Sorry To Part (1972)
- The Táin (1973)
- Dancehall Sweethearts (1974)
- The Unfortunate Cup Of Tea (1975)
- Drive The Cold Winter Away (1975)
- Horslips Live (1976)
- The Book Of Invasions (1976)
- Aliens (1977)
- The Man Who Built America (1978)
- Short Stories, Tall Tales (1979)
- The Belfast Gigs (1980)
- Roll Back (2004)
- Ulster Orchestra (2011)